# 第八書簡
『第八書簡』（だいはちしょかん、希: Ἐπιστολή η'、羅: Epistula VIII、英: Epistle VIII, Eighth Epistle, Eighth Letter）は、プラトンの『書簡集』中の書簡の1つで、『第七書簡』を補足する内容となっている。

## 概要
紀元前352年、プラトンが75歳頃、シケリア島シュラクサイのディオン死亡後のディオン一派に対して、『第七書簡』を送った直後に、その内容を補足するものとして追送された書簡と考えられる。
主な内容は、シュラクサイの僭主派と民主派（ディオン一派含む）の関係を和解させつつ、ディオンも望んだ善き国制としての「立憲王制」（法律によって統治された王制）へと移行させていくための具体的手順であり、ディオニュシオス1世とヒッパリノス1世のかつてのカルタゴとの戦争における護国的貢献を強調した上で、その子息・末裔であるディオニュシオス2世、ヒッパリノス2世、ディオンの息子であるヒッパリノスの3名を王として迎え、法律を制定した上で共同統治させる提案をしている。

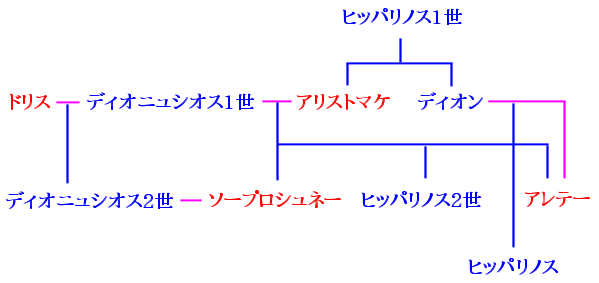
ディオニュシオス家とヒッパリノス家の複雑な関係。ディオニュシオス2世は異母妹と、ディオンはその妹で自身の姪と、それぞれ結婚している。

## 訳書
- 『プラトン全集 14　エピノミス(法律後篇)・書簡集』 水野有庸、長坂公一訳、岩波書店、1975年